# یانلیس لابرادا
یانلیس یولیت لابرادا دیاز (زاده ۸ اکتبر ۱۹۸۱) تکواندوکار کوبایی است که در بازی های المپیک تابستانی ۲۰۰۴ صاحب مدال نقره وزن زیر ۴۹ کیلوگرم زنان شد.
دیاز در مسابقات جهانی تکواندو ۲۰۰۳، برنده یک مدال نقره و در مسابقات انتخابی جهانی المپیک ۲۰۰۴ موفق به کسب یک مدال برنز شد.